# Stormossen Mickelsrud
Stormossen Mickelsrud este o arie protejată (arie specială de conservare — SAC, sit de importanță comunitară — SCI) din Suedia întinsă pe o suprafață de 274,8 ha, integral pe uscat.

## Localizare
Centrul sitului Stormossen Mickelsrud este situat la coordonatele 59°08′45″N 14°18′49″E / 59.1459°N 14.3137°E.

## Înființare
Situl Stormossen Mickelsrud a fost declarat sit de importanță comunitară în mai 2006 pentru a proteja un număr necunoscut de specii din flora spontană și fauna sălbatică aflate în arealul zonei. Situl a fost protejat și ca arie specială de conservare în ianuarie 2014.

## Biodiversitate
Situată în ecoregiunea boreală, aria protejată conține 5 habitate naturale: Turbării active, Turbării Aapa, Mlaștini turboase de tranziție și turbării mișcătoare, Taiga vestică, Mlaștini împădurite.
La baza desemnării sitului se află un număr nedeclarat de specii protejate.